# Bracon fuscipennis
Bracon fuscipennis är en stekelart som först beskrevs av Wesmael 1838.  Bracon fuscipennis ingår i släktet Bracon och familjen bracksteklar. Inga underarter finns listade.